# Elaphria jonea
Elaphria jonea là một loài bướm đêm trong họ Noctuidae.